# Paschier Jan Augustijn van den Cruyce
Paschier Jan Augustijn van den Cruyce (Antwerpen, 13 juni 1679 - Antwerpen, 23 februari 1758) was buitenburgemeester van Antwerpen in de jaren 1724, 1725, 1726 en in 1734. Hij was heer van Aartselaar, Cleydael, Ter Linden en Berchem. Op 21 september 1719 is hij te Antwerpen gehuwd met Marie Mathilde de Coninck.
Vooraleer hij burgemeester werd, was hij luitenant-kolonel der cavalerie, schepen en schatbewaarder in Antwerpen. Nadien was hij raadslid en algemeen ontvanger van de Staten van Brabant.
Zijn vader Paschier Ignatius van den Cruyce en zijn grootvader Frans Paschier van den Cruyce waren burgemeester van Antwerpen geweest. En ook zijn zoon Jan Augustijn van den Cruyce zou na hem burgemeester worden van Antwerpen gedurende de periode 1772-1785.
Het Waterslot Cleydael te Aartselaar was zijn eigendom.
De welgestelde katholieke familie Van den Cruyce had haar macht en aanzien in en rondom het Antwerpse reeds sinds de tweede helft van de 16de eeuw sterk weten uit te breiden, vooral na de Val van Antwerpen (1585).